# Ferlež
Ferlež je priimek več oseb:
- Dušan Ferlež - "Tamango" (*1938), pilot, jadralni letalec
- Ivan Ferlež - Milan (1913–1983), partizan prvoborec, polkovnik, prvi poveljnik Ljudske milice
- Janez Ferlež (*1970), minorit, župnik, glasbenik, »pojoči pater«
- Jerneja Ferlež (*1968), etnologinja in bibliotekarka, urednica, publicistka (Maribor)
- Jure Ferlež, župnik
- Jure Ferlež, politik
- Marko Ferlež (*1985), slovenski hokejist
- Melita Ferlež, gospodarstvenica
- Milan (Emil) Ferlež - »Žajfek« (1940–2006), jazz-kitarist, glasbeni aranžer